# Famille von Düben
La famille von Düben est une famille noble suédoise d'origine allemande aux nationalités multiples.
Les Düben se sont fait connaitre depuis le XVIIe siècle principalement dans les domaines de la musique baroque et de la politique, mais ils ont développé aussi d'autres activités.

## Historique
Cette famille noble suédoise est originaire d'Allemagne,. Le premier membre connu de la famille von Düben à utiliser le nom Düben était Michael Düben (-1558), conseiller à Lützen. Son fils, Anders (1558-1625) était organiste à l'église Saint-Thomas de Leipzig. Le fils d'Anders, Andreas Düben venu d'Amsterdam à Stockholm en 1620 et qui arrive en Suède en 1624. Il y a exercé la profession d'organiste en l'église allemande de Stockholm. Son épouse était Anna Maria Gabrielsdotter qui était la femme de chambre de Maria Eleonora de Brandebourg. Parmi ses enfants, les fils Gustaf et Peter Düben sont devenus les ancêtres des branches nobles de la famille von Düben.
À la fin du XIXe siècle, tous les barons portant ce nom descendaient de Gustave von Düben (1659-1726) et de son frère Anders. Les représentants de la famille comtale du même nom descendaient tous de Joachim, troisième frère de Gustave et Anders.
Les membres les plus connus de cette famille sont Emerentia von Düben, dame d'honneur et favorite de la reine de Suède Ulrika Eleonora, Frederika Eleonora, dame d'honneur, maîtresse en chef de la Cour et « membre du clan Düben de la Cour », et Gustaf Düben, organiste et compositeur.

## Les différentes branches

### Branche N ° 80
Joachim von Düben l'ancien (sv) était conseiller et a été élevé au rang de comte à titre posthume en 1731. Ses fils ont été introduits en 1743 comtes. Sa femme était Margareta Spegel, une fille de l'archevêque Haquin Spegel et d'Anna Schultin dont la mère était la petite-fille de Nicolaus Olai Bothniensis (sv) et Bureätten (sv). La belle-mère, les belles-sœurs et la femme avaient été anoblies sous le nom Spegel en 1719 par la reine de Suède Ulrika Eleonora. La famille noble von Düben a survécu du côté de l'épée avec le conseiller Carl Wilhelm von Düben (sv), dont l'épouse avait pour cousin la baronne von Düben de la branche no 139. La famille noble comtale s'éteint en 1876.

### Branche N ° 135

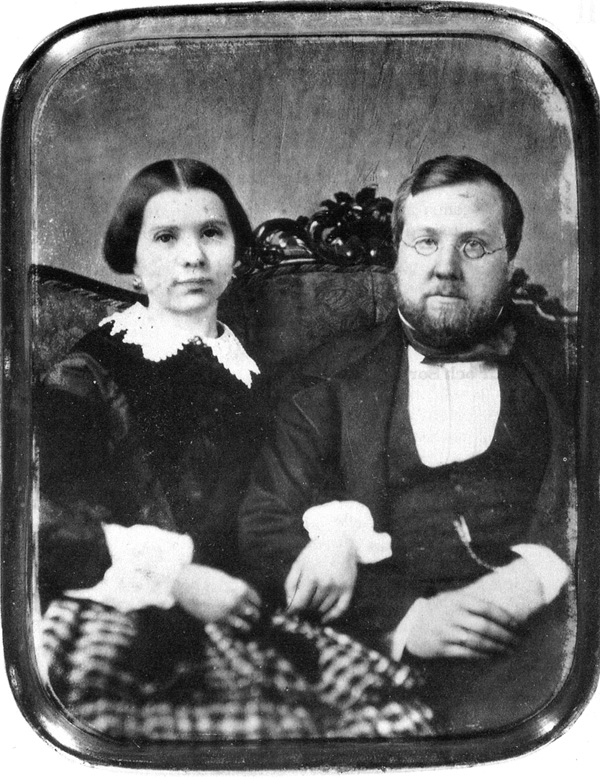
Lotten et Gustaf von Düben.

Gustaf von Düben le jeune (sv)était, entre autres, chef d'orchestre de la cour suédoise, et fut élevé au rang de baron en 1718. Sa femme Sara Törne était la sœur de Nils Hansson Törne dont le fils fut fait chevalier Törnstierna, Olof Törne fait chevalier von Törne, apparenté aux familles Törnflycht, Törne et Törnebladh et descendant de Hising et Bureätten. Leur fille devint l'ancêtre de la famille baronnie von Gedda. La famille a survécu pendant un certain temps vers le XXe siècle.

### Branche N ° 139
Anders von Düben le jeune (sv) a été maréchal de la cour et s'est marié trois fois. La famille était divisée en deux branches avec deux fils issus du troisième mariage qu'il avait contracté avec Christina Sparfvenfelt dont la mère était une Hildebrand.

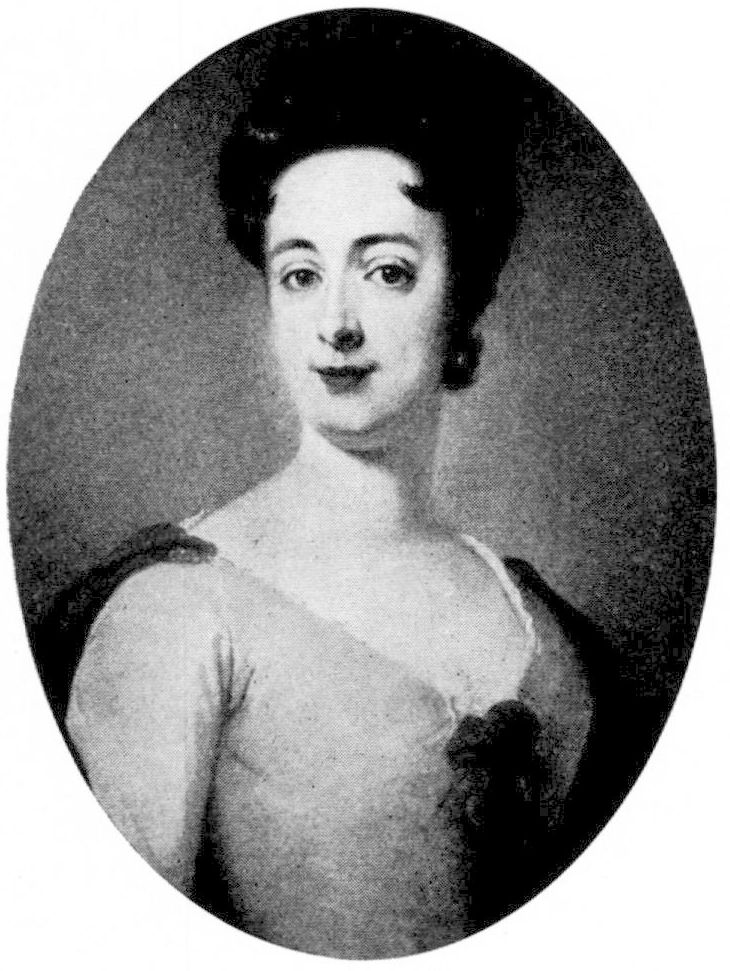
La baronne Emerentia von Düben, dame de compagnie de la reine Ulrique-Éléonore.

- La branche principale provient du chambellan Johan Gabriel von Düben dont le second mariage était avec une baronne Pfeiff dont la mère était de la famille Palmqvist[14], et leur fils le propriétaire foncier Joachim von Düben.
- Les branches plus jeunes sont basées sur le frère de Johan Gabriel von Düben, le maréchal Henrik Jacob von Düben et sa première épouse Julie, noble de Petersen[5].

Emerentia von Düben (sv) était la dame d'honneur de la reine de Suède. Elle a été anoblie avec ses frères, mais est décédée célibataire. Emerentia est la seule femme jamais faite chevalier en Suède.
Fredrika Eleonora von Düben (sv), née le 17 décembre 1738. Courtisane de la reine 1757-04-04. Dame d'honneur puis maîtresse en chef de la Cour de la reine veuve Lovisa Ulrika. 3 janvier 1808 à Linköping. Mariée le 9 avril 1759 à Stockholm avec le conseiller royal et Grand maréchal de Suède, le comte Nils Adam Bielke (1724-1792), dans son 2e mariage. Un de ses ennemis la décrivait ainsi « elle était trop fière et grossière et maîtresse de deux ambassadeurs l'un après l'autre ».

### Branche N ° 1785
Peter Düben (sv) a commencé sa carrière comme musicien puis est devenu militaire terminant sa carrière avec le titre de Rittmeister (équivalent à chef d'escadron). Sa femme Regina, née Crumbygel, sœur du Polycarpe qui a été fait chevalier sous le nom de Cronhielm (sv). Leur fils Peter a servi dans l'armée et est finalement devenu lieutenant-colonel après avoir participé à plusieurs batailles. En 1707, il fut fait chevalier sous le nom de von Düben mais ne reçut son acte qu'en 1726. La famille fut introduite sous le numéro 1785 la même année que l'acte fut délivré. La deuxième épouse de Peter von Düben était Gunilla Lagerhielm (sv), dont la mère était une patronne d'or. La famille s'est éteinte du côté militaire avec un de ses petits-fils en 1784.

## Personnalités
- Adrian Cesar von Düben (sv) (1866–1945), kinésithérapeute, hôtelier
- Alejandro von Düben (né en 1988), Auteur, poète
- Andreas Düben (1598–1662), chef d'orchestre et compositeur
- Anders von Düben le jeune (sv) (1673–1738), chef d'orchestre
- Anders Gustaf von Düben (sv) (1785–1846), Major, artiste
- Andreas Düben (1558-1625) (sv) (1558–1625), organiste
- Carl Wilhelm von Düben (sv) (1724–1790), Politicien, juge
- Emerentia von Düben (sv) (1669–1743), Dame d'honneur
- Fredrika Eleonora von Düben (sv) (1738–1808), Dame d'honneur, Maïtresse en chef de la Cour et artiste
- Gustaf Düben l'ancien (1624–1690), chef d'orchestre, organiste et compositeur
- Gustaf von Düben (sv) (médecin) (1822–1892), Médecin et ethnologue
- Gustaf von Düben le jeune (sv) (1660–1726), musicien et courtisan
- Henrik von Düben (sv) (1817-1889), propriétaire de brasserie de bière
- Henrik Jakob von Düben (sv) (1733–1803), maréchal de la Cour, diplomate
- Joachim von Düben le jeune (sv) (1708–1786), fonctionnaire, politicien
- Joachim von Düben l'ancien (sv) (1671–1730), fonctionnaire
- Lotten von Düben (sv) (1828–1915), photographe
- Magnus Wilhelm von Düben (sv) (1814–1845), naturaliste
- Martin Düben (sv) (1598 ou 1599–1650), organiste allemand
- Nicolaus Düben (sv)(1657–1677), musicien
- Peter Düben (sv) (1633–1694), musicien et compositeur
- Ulrik Vilhelm von Düben (sv) (1739–1817), militaire
- Ulrika Eleonora von Düben (sv) (1722–1758), Dame d'honneur
- Viktor von Düben (sv) (1818–1867), propriétaire terrien, lieutenant